# SoftBank 303SH
AQUOS PHONE Xx mini 303SH（アクオスフォン ダブルエックス ミニ サンマルサンエスエイチ）は、シャープによって開発された、ソフトバンクモバイルの第3.9世代移動通信システム（SoftBank 4G／SoftBank 4G LTE）端末である。SoftBank スマートフォンシリーズのひとつ。OSはAndroid 4.2を搭載している。

## 概要
PANTONEシリーズではなくAQUOS PHONEシリーズであるがPANTONE 6 200SHの事実上の後継機種で、AQUOS PHONE Xx 302SHの派生機種となる。
ブランド名に「Xx」を冠しており、シャープでは「コンパクトなハイエンドモデル」として位置付けている。
基本的な性能は302SHを踏襲しているが、こちらはフルセグ用チューナーが搭載されていない。その代わり、302SHでは搭載していないIGZO液晶を搭載している。

## 搭載アプリ
ソフトバンクから発売される、所謂「キャリアモデル」であり、ソフトバンク系のアプリが多数プリインストールされる（大半はアンインストールすることも可能）。
また、シャープ独自の「アルバム」「翻訳ファインダー」「読み取りカメラ」などもプリインストールされる。

## その他機能
| 主な対応サービス       | 主な対応サービス   | 主な対応サービス             | 主な対応サービス                              |
| ---------------------- | ------------------ | ---------------------------- | --------------------------------------------- |
| タッチパネル           | FHD液晶 4.5インチ  | フルブラウザ                 | Hybrid 4G LTE (SoftBank 4G／SoftBank 4G LTE ) |
| バッテリー容量 2120mAh | テザリング         | WiFi                         | GPS                                           |
| 1300万画素カメラ       | ワンセグ／フルセグ | デジタルオーディオプレーヤー | おサイフケータイ／NFC                         |
| Bluetooth              | 赤外線通信         | 緊急速報メール               | 防水／防塵                                    |

## 歴史
- 2013年9月30日 - ソフトバンクモバイルより発表[6]。
- 2014年2月21日 - 発売開始[7]。